# スペースワープ
スペースワープ（SPACEWARP）シリーズは、1983年にバンダイから発売されたインテリアホビー。

## 概要
構造自体は非常にシンプルであり、2本のレールからなるコースの上を鉄球が転がっていく、というもの。
コースの終点に辿り着いた鉄球はエレベータによって始点まで移動後、高さによる位置エネルギーによってまた終点まで移動を続ける。
コースの作成から完成後の走行を楽しむ商品であり、資源と作成者の発想が許す限り、多種多様な自作コースが作成可能。
シリーズによっては「シーソー」「ムーンサルト」「スタートユニット」「分岐」等のギミックパーツが付属している。

## 歴史
1983年に発売され、4年の間に約100万個（シリーズ累計）を販売。
その後絶版になるが、消費者リクエスト型ショッピングサイト「たのみこむ」での再発売の要望を受け、2005年に新シリーズが発売された。

## 構成部品
- 鉄球

コース上を転がる鉄球。1/2インチの炭素鋼球を使用している。
- サポートシャフト

コースの固定やエレベータの構成に使用される。直径5mmのアルミシャフトを使用している。
- レール

コースを作成するために使用される、1/8インチのナイロンチューブ。
- レールサポート

2本のレールの間隔を固定し、鉄球が落ちないようにするためのパーツ。
- アームパーツ

サポートシャフトに固定できるレールサポート。鉄球の重みによるコースのたわみを防止できる。

## ギミックパーツ
ギミックパーツとは、コースの途中に設置され、鉄球の走行に変化を与えるパーツ／ユニット群のこと。シリーズによって付属しているものとしていないものがある。
- シーソー

短く切ったレールと、後部に錘が仕込まれているシーソーパーツによって構成されており、シャフトとの接続部分が支点となる。鉄球が乗ると傾き、乗った鉄球を下のコースに送り、鉄球がなくなるとまた元の傾きに戻る。
- ムーンサルト

中央回転ユニットとボール受け、長さの違うシャフト2本と錘によって構成されている。ボール受けで鉄球を受けると、縦回転しながら鉄球をコース下部へと運ぶ。
- 分岐

コース分岐パーツによって構成される。1つのコースを2つに分けるパーツであり、通過する鉄球の進行方向を交互に切り替える。
- スタートユニット

進入してきた鉄球の動きを、次の鉄球が進入してくるまで停止させるユニット。カタパルトのように鉄球を射出するわけではない。
- エレベータ

3本の側面シャフトと、螺旋状のパーツを通した中央のメインシャフト、モーターボックスによって構成される。モータによってメインシャフトを横回転させ、コース終点より側面シャフトとの間に入った鉄球を、エレベータ上部のコース始点へと運ぶ。

## 代表的コースレイアウト
- ループ

縦回転させたコースを、コース上部から走行してきた鉄球が通過する。途中で鉄球が失速しないようにするためには、ループ直径の2倍以上の落差が必要。

## 製品一覧

### 旧シリーズ
- SPACEWARP SET 10
- SPACEWARP SET 15
- SPACEWARP SET 20
- SPACEWARP SET 30
- SPACEWARP SET I
- SPACEWARP SET II
- SPACEWARP SET L
- SPACEWARP SET W
- SPACEWARP ACTION 1
- SPACEWARP ACTION 2
- SPACEWARP BLUE WINGS
- SPACEWARP SPACE TREE

### 新シリーズ
- SPACEWARP 3500
- SPACEWARP 5000
- SPACEWARP 5000 Limited Black
- SPACEWARP 10000
- SPACEWARP Start
- SPACEWARP desktop
- SPACEWARP×家族ゲーム

## 類似商品
- iCoaster　世界の玩具業界に於いて第2位の地位を有するカナダのMega Brands社が2007年にアメリカで発売した商品。遊戯者が自由に組み立てた立体線路上の金属球を、位置エネルギーと磁力で動かす。立体線路は音や光を発したりMP3プレーヤーと連動させたり出来る。日本では2008年08月27日に日本トイザらスが販売を開始した。
- トボガン・クーゲルバーン